# هانتسویل (ایلینوی)
هانتسویل (به انگلیسی: Huntsville) یک منطقهٔ مسکونی در ایالات متحده آمریکا است که در شهرستان شویلر، ایلینوی واقع شده‌است. هانتسویل ۲۰۰٫۸۷ متر بالاتر از سطح دریا واقع شده‌است.